# 2005년 대한민국의 주말 흥행 1위 영화 목록
다음은 2005년 대한민국에서 주말(금요일 ~ 일요일) 간 박스오피스 1위를 달성한 영화의 목록이다.
| #  | 날짜             | 영화                                 | 수입 (단위: ₩) | 비고     |
| -- | ---------------- | ------------------------------------ | -------------- | -------- |
| 1  | 2005년 1월 9일   | 《샤크》                             | 1,941,077,000  |          |
| 2  | 2005년 1월 16일  | 《몽정기 2》                         | 2,180,021,500  |          |
| 3  | 2005년 1월 23일  | 《쿵푸 허슬》                        | 1,272,691,000  |          |
| 4  | 2005년 1월 30일  | 《공공의 적 2》                      | 4,188,889,500  |          |
| 5  | 2005년 2월 6일   | 《말아톤》                           | 2,688,218,000  |          |
| 6  | 2005년 2월 13일  | 《말아톤》                           | 2,946,199,500  |          |
| 7  | 2005년 2월 20일  | 《말아톤》                           | 1,829,986,500  |          |
| 8  | 2005년 2월 27일  | 《말아톤》                           | 1,600,622,500  |          |
| 9  | 2005년 3월 6일   | 《말아톤》                           | 1,088,911,000  | 5주 연속 |
| 10 | 2005년 3월 13일  | 《마파도》                           | 2,316,781,500  |          |
| 11 | 2005년 3월 20일  | 《잠복근무》                         | 2,457,793,000  |          |
| 12 | 2005년 3월 27일  | 《마파도》                           | 2,365,581,500  |          |
| 13 | 2005년 4월 3일   | 《주먹이 운다》                      | 1,989,402,500  |          |
| 14 | 2005년 4월 10일  | 《주먹이 운다》                      | 1,727,166,500  |          |
| 15 | 2005년 4월 17일  | 《역전의 명수》                      | 1,938,578,500  |          |
| 16 | 2005년 4월 24일  | 《역전의 명수》                      | 808,997,000    |          |
| 17 | 2005년 5월 1일   | 《역전의 명수》                      | 808,997,000    |          |
| 18 | 2005년 5월 8일   | 《혈의 누》                          | 2,665,638,000  |          |
| 19 | 2005년 5월 15일  | 《혈의 누》                          | 2,485,376,000  |          |
| 20 | 2005년 5월 22일  | 《남극일기》                         | 2,446,913,000  |          |
| 21 | 2005년 5월 29일  | 《스타워즈 에피소드 3: 시스의 복수》 | 2,918,755,500  |          |
| 22 | 2005년 6월 5일   | 《스타워즈 에피소드 3: 시스의 복수》 | 1,973,903,000  |          |
| 23 | 2005년 6월 12일  | 《연애의 목적》                      | 2,753,199,000  |          |
| 24 | 2005년 6월 19일  | 《미스터 & 미세스 스미스》           | 4,125,930,500  |          |
| 25 | 2005년 6월 26일  | 《미스터 & 미세스 스미스》           | 3,060,143,000  |          |
| 26 | 2005년 7월 3일   | 《미스터 & 미세스 스미스》           | 2,248,951,000  |          |
| 27 | 2005년 7월 10일  | 《우주전쟁》                         | 6,221,988,500  |          |
| 28 | 2005년 7월 17일  | 《우주전쟁》                         | 2,947,425,500  |          |
| 29 | 2005년 7월 24일  | 《아일랜드》                         | 4,722,461,500  |          |
| 30 | 2005년 7월 31일  | 《친절한 금자씨》                    | 6,129,259,500  |          |
| 31 | 2005년 8월 7일   | 《웰컴투 동막골》                    | 3,988,810,000  |          |
| 32 | 2005년 8월 14일  | 《웰컴투 동막골》                    | 3,659,286,500  |          |
| 33 | 2005년 8월 21일  | 《웰컴투 동막골》                    | 3,230,143,000  |          |
| 34 | 2005년 8월 28일  | 《웰컴투 동막골》                    | 3,230,143,000  |          |
| 35 | 2005년 9월 4일   | 《웰컴투 동막골》                    | 2,919,543,500  | 5주 연속 |
| 36 | 2005년 9월 11일  | 《가문의 위기》                      | 4,810,931,000  |          |
| 37 | 2005년 9월 18일  | 《가문의 위기》                      | 5,333,991,500  |          |
| 38 | 2005년 9월 25일  | 《너는 내운명》                      | 3,212,330,500  |          |
| 39 | 2005년 10월 2일  | 《너는 내운명》                      | 2,719,049,500  |          |
| 40 | 2005년 10월 9일  | 《내 생애 가장 아름다운 일주일》     | 2,835,664,500  |          |
| 41 | 2005년 10월 16일 | 《내 생애 가장 아름다운 일주일》     | 2,542,736,500  |          |
| 42 | 2005년 10월 23일 | 《새드무비》                         | 2,499,111,500  |          |
| 43 | 2005년 10월 30일 | 《야수와 미녀》                      | 1,684,376,500  |          |
| 44 | 2005년 11월 6일  | 《야수와 미녀》                      | 1,685,040,000  |          |
| 45 | 2005년 11월 13일 | 《미스터소크라테스》                 | 1,930,084,000  |          |
| 46 | 2005년 11월 20일 | 《그림형제 마즈바덴 숲》             | 1,614,975,000  |          |
| 47 | 2005년 11월 27일 | 《광식이 동생 광태》                 | 3,388,088,000  |          |
| 48 | 2005년 12월 4일  | 《해리포터와 불의 잔》               | 5,322,800,500  |          |
| 49 | 2005년 12월 11일 | 《해리포터와 불의 잔》               | 4,886,384,500  |          |
| 50 | 2005년 12월 18일 | 《태풍》                             | 5,949,947,300  |          |
| 51 | 2005년 12월 25일 | 《태풍》                             | 4,561,881,700  |          |
| 52 | 2006년 1월 1일   | 《왕의 남자》                        | 4,790,777,800  |          |

## 참고 자료
- KOFIC 영화진흥위원회 주간/주말 박스오피스 참고